# برنت شلر
برنت شلر (انگلیسی: Bernt Scheler؛ زادهٔ ۲۵ اکتبر ۱۹۵۵) دوچرخه‌سوار اهل سوئد است.